# Wálter Herrmann
Wálter Herrmann Heinrich (Venado Tuerto, Santa Fe, 26. lipnja 1979.) argentinski je profesionalni košarkaš. Igra na poziciji niskog krila, a trenutačno je član španjolske Caje Laboral. Bio je član argentinske košarkaške reprezentacije koja je na Olimpijskim igrama u Ateni 2004. godine osvojila zlatnu medalju.

## Karijera

### Početci i Španjolska
Herrmann je košarkašku karijeru započeo 1996. u argentinskom prvoligašu Olimpia Venado Tuerto i ondje proveo četiri godine. U tom razdoblju dva puta je osvajao nagradu za najboljeg zakucavača argentinske lige. Od 2000. do 2002. igrao je za još jedan argentinski klub Atenas Córdobu, a u posljednjoj sezoni osvojio je nagradu za najkorisnijeg igrača lige i finala. 
Odlazi u Europu i sezonu 2003./04. provodi u dresu španjolskog ACB ligaša Fuenlabrade, a iste godine osvojio je nagradu za najkorisnijeg igrača španjolske lige. Tri sezone nosio je dres španjolske Unicaja Málage. S Unicajom je 2005. osvojio Kup kralja, a godinu kasnije i domaće prvenstvo. U Euroligi je za svoj klub u posljednjoj sezoni prosječno bilježio 7.3 poena i 1.6 skokova za 18:15 minuta po utakmici, dok je na Svjetskom prvenstvu u Japanu 2006., gdje je njegova reprezentacija osvojila četvrto mjesto, u prosjeku postizao 9.8 poena.

### NBA
Odličnim igrama u europskim natjecanjima zapeo je za oko NBA skautima i 2006. dobio je poziv Charlotte Bobcatsa. U Bobcatsima je na početku igrao vrlo malo, a kada je dobio priliku, slabo ju je iskoristio, a često je bio drugom planu jer su na njegovoj poziciji igrali Gerald Wallace, Adam Morrison i Matt Carroll. Međutim, u travnju 2007. je dobio dobio veliku priliku, koju je odlično iskoristio i postao član startne petorke. U 14 utakmica od kraja ožujka do početka travnja u prosjeku je igrao 32.2 minute te postizao 16.8 koševa, 5 skokova i 1.3 asistencijom, uz 58% šuta iz igre, od čega gađa odličnih 44% za tricu. Herrmann je u rookie sezoni bio na prosjeku od 9.2 koša, 2.9 skokova i 0.5 asistencija. Na kraju sezone sa suigračem Morrisonom izabran je u All-Rookie drugu petorku, a Bobcatsi su zadovoljni njegovim napretkom aktivirali opciju za produženje ugovora i na sljedeću sezonu. 
U prosincu 2007. sa slovenskim je centrom Primožom Brezecom mijenjan u Detroit Pistonse za centra Nazra Mohammeda. 2. kolovoza 2008. potpisao je jednogodišnje produženje ugovora s Pistonsima te je u svojoj četvrtoj NBA sezoni u 60 utakmica prosječno je postizao 3.9 koševa i imao 1.8 skokova.

### Povratak u Europu
Nakon toga se natrag vratio u Europu i potpisao dvogodišnji ugovor sa španjolskom Tau Ceramicom.

## NBA statistika

### Regularni dio
| Godina    | Klub      | Odig. uta. | Uta. poč. | Min. | 2P%  | 3P%  | Sl. bac.% | Skok. | Asist. | Ukr. lop. | Blok. | Poena |
| --------- | --------- | ---------- | --------- | ---- | ---- | ---- | --------- | ----- | ------ | --------- | ----- | ----- |
| 2006./07. | Charlotte | 48         | 12        | 19.5 | .527 | .461 | .774      | 2.9   | .5     | .3        | .2    | 9.2   |
| 2007./08. | Charlotte | 17         | 0         | 10.2 | .385 | .346 | .900      | 2.1   | .2     | .2        | .0    | 4.0   |
| 2007./08. | Detroit   | 28         | 0         | 7.1  | .392 | .289 | .800      | 1.3   | .5     | .1        | .0    | 3.0   |
| 2008./09. | Detroit   | 59         | 0         | 10.7 | .396 | .342 | .760      | 1.8   | .4     | .1        | .1    | 3.8   |
| Ukupno    |           | 152        | 12        | 12.8 | .458 | .381 | .786      | 2.1   | .4     | .2        | .0    | 5.4   |

### Doigravanje
| Godina    | Klub    | Odig. uta. | Uta. poč. | Min. | 2P%  | 3P%   | Sl. bac.% | Skok. | Asist. | Ukr. lop. | Blok. | Poena |
| --------- | ------- | ---------- | --------- | ---- | ---- | ----- | --------- | ----- | ------ | --------- | ----- | ----- |
| 2007./08. | Detroit | 4          | 0         | 6.8  | .250 | 1.000 | .500      | .3    | .0     | .0        | .0    | 1.3   |
| 2008./09. | Detroit | 4          | 0         | 5.5  | .375 | .500  | .000      | .3    | .5     | .2        | .0    | 2.0   |
| Ukupno    |         | 8          | 0         | 6.1  | .333 | .600  | .500      | .3    | .3     | .1        | .0    | 1.6   |

## Vanjske poveznice
- Profil na Euroleague.net
- Profil  Arhivirana inačica izvorne stranice od 11. ožujka 2007. (Wayback Machine) na FIBA.com
- Profil  Arhivirana inačica izvorne stranice od 12. ožujka 2021. (Wayback Machine) na Basketpedya.com
- Profil na Hoopshype.com